# Морозов, Валерий Степанович
Валерий Степанович Морозов (24 июля 1929 — 22 августа 2015, Хабаровск, Россия) — советский и российский учёный, доктор сельскохозяйственных наук, бывший главный учёный секретарь Президиума ДВО ВАСХНИЛ, заслуженный деятель науки Российской Федерации. Почётный гражданин города Хабаровска (2007).

## Биография
Родился 24 июля 1929 года.
В 1942 году семья перебралась в Комсомольск-на-Амуре, старший брат ушёл в армию, а Валерий пошел работать на нефтеперерабатывающий завод. Увлекся наукой и поступил в Благовещенский зооветтехникум, который окончил с отличием.
Служил в Красной Армии, на тральщике Амурской военной флотилии принимал участие в очистке Амура от мин, оставшихся с войны.
После военной службы работал в колхозе, вступив во Всемирную научную ассоциацию по птицеводству, занимаясь разведением кур и развитием птицеводства.
Более 15 лет руководил Дальневосточной зональной опытной станцией по птицеводству.
Работал ученым секретарем Президиума ДВО ВАСХНИЛ, затем — научным консультантом Дальневосточного НИИ сельского хозяйства (ДальНИИСХ). Исследовал ценность дальневосточных кормов, предложил режимы их использования, разработал концепцию развития животноводства Дальнего Востока.

## Награды
- Медаль «За доблестный труд в Великой Отечественной войне 1941—1945 гг.»
- Юбилейная медаль «50 лет Победы в Великой Отечественной войне 1941—1945 гг.»
- 2 серебряных медали ВДНХ, 1 бронзовая медаль ВДНХ
- Заслуженный деятель науки Российской Федерации (1997)
- Ветеран труда
- Почётный гражданин города Хабаровска (2007)